# Stumpfschmerz
Unter Stumpfschmerzen versteht man in der Medizin Schmerzen im Stumpf eines amputierten Körperteils, meist Arm oder Bein. Stumpfschmerzen können verschiedene Ursachen haben, wie zum Beispiel Durchblutungsstörungen, Druckstellen durch schlecht sitzende Prothesen, Hautdefekte oder Neurome.
Vom Stumpfschmerz zu unterscheiden ist der Phantomschmerz, der in dem bereits amputierten Körperteil empfunden wird, obwohl dieses nicht mehr vorhanden ist.
Die Therapie der Stumpfschmerzen wird durch die auslösende Ursache bestimmt und umfasst zum Beispiel die gezielte Sklerosierung von Neuromen. Beim Phantomschmerz ist dagegen eine ursächliche Behandlung nicht möglich.